# Harmonix Music Systems
A Harmonix Music Systems (conhecida simplesmente por Harmonix) é uma companhia de desenvolvimento de videogames, de propriedade da Epic Games, sediada em Cambridge, Massachusetts, Estados Unidos. A empresa é conhecida pelos seus inúmeros jogos musicais.
A Harmonix talvez seja mais bem conhecida como a desenvolvedora de Rock Band, e também como a primeira desenvolvedora de Guitar Hero antes de a série passar a ser de responsabilidade da Neversoft.

## História
A Harmonix foi fundada em 1995 por Alex Rigopulos e Eran Egozy, que se conheceram no Instituto de Tecnologia de Massachusetts. Egozy era engenheiro elétrico/de computadores com interesse em música, e Rigopulos era compositor com grande interesse em programação; ambos se conheceram enquanto trabalhavam no Laboratório de Mídia do MIT. Após verem um sistema de geração de música que poderia, algoritmicamente, criar músicas no ato, os dois consideraram o controle do sistema a partir de um joystick, e criaram uma unidade de demonstração, que atraiu interesse de outros membros do laboratório. Os dois perceberam que, após a formatura, não seriam capazes de construir tais sistemas para a indústria, e decidiram fundar a própria companhia. A Harmonix foi fundada com a ideia de que a experiência de tocar músicas poderia se tornar acessível àqueles que têm dificuldade em tocar um instrumento tradicional.
A companhia foi fundada com uma base de cerca de US$100.000, e, pelos primeiros cinco anos, quase não obteve lucro. O primeiro produto da companhia foi The Axe: Titans of Classic Rock para PC. The Axe permitia que os jogadores facilmente tocassem solos instrumentais únicos usando um joystick para computador. O produto só vendeu aproximadamente 300 cópias; Rigopulos e Egozy notaram que as pessoas, embora ficassem bastante entretidas, perdiam o interesse no jogo após 15 minutos jogando-o. A Harmonix então projetou o CamJam, que desempenhava funções similares, desta vez usando gestos corporais simples para tocar sequências musicais específicas. O CamJam foi usado em parques temáticos da Disney. Isto fez com que os dois considerassem uma aproximação a indústrias do entretenimento como Dave & Buster's para inclusão de seus produtos, mas eles logo perceberam que isso seria um esforço que levaria de um ano a um ano e meio, o que era muito tempo para suas necessidades. Eles, então, consideraram a indústria do entretenimento japonesa, que, em 1997, estava decolando com a introdução das casas de caraoquê e jogos de música como PaRappa the Rapper, Beatmania, e Dance Dance Revolution. Eles tentaram vender o CamJam a esses centros de diversão, mas estes demonstraram pouco interesse. Os fundadores da Harmonix logo chegaram à conclusão de que jogos como caraoquês eram populares não por causa da expressão pessoal, mas porque eles encorajavam os jogadores a tentarem a recriar as canções a partir de suas ações. Esses jogos também eram centralizados em trazer experiências musicais aos jogadores a partir de interfaces simples e compreensíveis, normalmente encontradas em jogos. Com isto em mente, os dois retornaram aos Estados Unidos e reestruturaram a companhia como uma desenvolvedora de videogames, mesmo tendo de abdicar cerca de 40% do pessoal.
O primeiro e principal jogo da Harmonix foi FreQuency, com desenvolvimento orçado pela Sony Computer Entertainment e mais US$2 milhões em investimentos na companhia. Um fator chave no contrato da Harmonix com a Sony foi que ela era permitida a manter suas propriedades intelectuais, o que permitia que a Harmonix desenvolvesse jogos para esforços futuros. O desenvolvimento do jogo começou em 1999, com apoio de uma equipe maior na Harmonix, consistindo em uma maioria de músicos. Apresentando músicas de uma série de artistas de música eletrônica underground, FreQuency permitia que os jogadores executassem e remixassem várias músicas. O jogo teve o apoio do vice-presidente de desenvolvimento de produtos da SCEA, Shuhei Yoshida. Lançado em 2001 para o PlayStation 2, FreQuency recebeu muitos elogios e ganhou numerosos prêmios, mas não conseguiu ser um sucesso mainstream. A Harmonix desenvolveu um sucessor ao FreQuency, Amplitude, lançado em 2003. Várias mudanças foram feitas de seu predecessor para atrair mais audiências, desde alterações na jogabilidade até uma trilha sonora mais reconhecida. Novamente, Amplitude conseguiu prêmios, aclamação, mas não foi um sucesso financeiro. Os fundadores da Harmonix atribuíram a má recepção dos jogos à falta de uma trilha sonora mais reconhecível, e também ao fato de que a jogabilidade era difícil de conectar se não se estivesse jogando o jogo.
Após Amplitude, a Harmonix se aproximou à Konami para criar a franquia Karaoke Revolution. Konami, conhecida por sua linha de jogos Bemani, quis distribuir seus jogos nos Estados Unidos, e a Harmonix era a única desenvolvedora de jogos musicais no país àquela época. A Konami era responsável por publicar os títulos Karaoke Revolution, dos quais a Harmonix desenvolveu e lançou três "volumes" entre 2003 e 2004. A série teve maior sucesso devido ao uso de música mainstream e sua comercialização.
Foi também em 2004 que a Sony Computer Entertainment lançou o projeto da Harmonix EyeToy: AntiGrav. Diferente dos seus jogos de música, o título fazia uso do periférico EyeToy para PlayStation 2 para que o corpo do jogador fosse usado como controlador em um jogo de esportes radicais futurista. O jogo, porém, foi mal recebido por críticos, mesmo tendo vendido quatro vezes mais cópias que FreQuency ou Amplitude. Esses resultados deixaram Rigopulos e Egozy depressivos sobre o futuro da companhia.
Nesta época, a RedOctane, companhia de fabricação de periféricos que havia apreciado os jogos anteriores da Harmonix, se aproximou a esta com a ideia de desenvolver um software para um jogo que se basearia em um controlador na forma de uma guitarra, como em GuitarFreaks – jogo popular no Japão. Esta relação resultou na criação de Guitar Hero, publicado pela RedOctane em 2005. O jogo apresenta elementos de jogabilidade similares a FreQuency e Amplitude. Guitar Hero usa um controlador exclusivo, desenhado na forma de uma guitarra. Especificamente, o controlador para Guitar Hero foi desenhado com cinco botões coloridos e um "strum bar". Guitar Hero foi um grande sucesso, crítico e comercial, resultando no também muito bem recebido sucessor Guitar Hero II, 2006, também desenvolvido pela Harmonix.
No começo de 2006, a Activision adquiriu a RedOctane, aumentando o interesse de várias publicadoras em adquirir a Harmonix. Em setembro de 2006, a MTV Networks, divisão da conglomerada Viacom, anunciou que adquiriria a Harmonix em nome da MTV por US$175 milhões. O último jogo Guitar Hero da Harmonix para RedOctane, Guitar Hero Encore: Rocks the 80s, foi lançado em julho de 2007, concluindo suas obrigações contratuais com a publicadora. Antes de abandonar a série, a Harmonix já pretendia ampliar a jogabilidade de Guitar Hero a múltiplos instrumentos, um conceito que, mais tarde, traria à existência Rock Band, desenvolvido sob a MTV. Logo após a aquisição pela MTV em dezembro de 2006, as primeiras discussões entre Dhani Harrison, filho de George Harrison, e o presidente da MTV, Van Toffler, resultariam em encontros entre a Harmonix e a Apple Corps, Ltd., dando origem a The Beatles: Rock Band, que só foi revelado no final de 2008.
A Harmonix lançou Rock Band em novembro de 2007. Primeiro jogo da Harmonix como parte da MTV, Rock Band expandia o design de Guitar Hero incorporando três periféricos diferentes: uma guitarra/baixo, um microfone, e uma bateria. A Harmonix continuou oferecendo suporte ao jogo após seu lançamento inicial oferecendo semanalmente várias canções disponíveis para download para o PlayStation 3 e Xbox 360. Em dezembro de 2008, mais de 500 músicas já haviam sido disponibilizadas para download, com mais de 28 milhões vendidas. Rock Band 2, lançado em 2008 para Playstation 3, Wii, Playstation 2, e Xbox 360, apresenta instrumentos aperfeiçoados e recursos atualizados, enquanto permanece oferecendo compatibilidade a todos os periféricos antigos e músicas baixadas para Rock Band.
Em outubro de 2008, a Harmonix, juntamente à MTV Games, anunciou um acordo exclusivo com a Apple Corps, Ltd. para produzir um título apresentando músicas do grupo The Beatles, e que seria lançado no final de 2009. The Beatles: Rock Band apresenta uma história visual e musical dos Beatles, e inclui 45 músicas do período da banda 1962-1969 com a EMI, usando as versões inglesas de seus álbuns, de Please Me a Abbey Road. Com direção musical de Giles Martin, filho de Sir George Martin, os desenvolvedores trabalharam com Paul McCartney e Ringo Starr para conseguirem orientação. A Harmonix afirmou que, apesar de se basear na jogabilidade de Rock Band, este não é um título comercializado como Rock Band, e que as músicas não estarão disponíveis para download para a série Rock Band. O acordo esteve em discussão por mais de 17 meses.
Em novembro de 2008, a Viacom pagou à Harmonix um abono de US$300 milhões como parte das condições da aquisição da companhia em 2006. Uma pesquisa realizada em 2009 na área de Boston pela Boston Globe avaliou a Harmonix como o 3º melhor lugar para se trabalhar.
No dia 10 de dezembro de 2009, a Harmonix demitiu 39 empregados, a maioria do departamento de controle de qualidade.

## Catálogo de jogos
| Ano              | Titulo                                   | plataformas                                                                                          |
| ---------------- | ---------------------------------------- | --- |
| 2001             | Frequency                                | PS2                                                                                                  |
| 2003             | Amplitude                                | PS2                                                                                                  |
| 2003             | Karaoke Revolution                       | PS2                                                                                                  |
| 2004             | Karaoke Revolution Vol. 2                | PS2                                                                                                  |
| 2004             | Karaoke Revolution Vol. 3                | PS2                                                                                                  |
| 2004             | EyeToy: AntiGrav                         | PS2                                                                                                  |
| 2005             | Karaoke Revolution Party                 | PS2, Xbox, GameCube                                                                                  |
| 2005             | Guitar Hero                              | PS2                                                                                                  |
| 2006             | CMT Presents: Karaoke Revolution Country | PS2                                                                                                  |
| 2006             | Guitar Hero II                           | PS2, X360                                                                                            |
| 2007             | Guitar Hero Encore: Rocks the 80s        | PS2                                                                                                  |
| 2007             | Phase                                    | iPod                                                                                                 |
| 2007             | Rock Band                                | X360, PS3, PS2, Wii                                                                                  |
| 2008             | Rock Band 2                              | X360, PS3, PS2, Wii                                                                                  |
| 2009             | Rock Band Unplugged                      | PSP                                                                                                  |
| 2009             | The Beatles: Rock Band                   | X360, PS3, Wii                                                                                       |
| 2009             | Lego Rock Band                           | X360, PS3, Wii, DS                                                                                   |
| 2009             | Rock Band Mobile                         | IOS                                                                                                  |
| 2010             | Green Day: Rock Band                     | Xbox 360, PlayStation 3, Wii                                                                         |
| 2010             | Rock Band 3                              | Xbox 360, PlayStation 3, Wii, Nintendo DS                                                            |
| 2010             | Dance Central                            | Xbox 360                                                                                             |
| 2011             | Dance Central 2                          | Xbox 360                                                                                             |
| 2011             | VidRhythm                                | iOS                                                                                                  |
| 2012             | Rock Band Blitz                          | Xbox 360, PlayStation 3                                                                              |
| 2012             | Dance Central 3                          | Xbox 360                                                                                             |
| 2014             | Record Run                               | IOS, Android                                                                                         |
| 2014             | Dance Central Spotlight                  | Xbox One                                                                                             |
| 2014             | A City Sleeps                            | Windows, MacOS                                                                                       |
| 2014             | Fantasia: Music Evolved                  | Xbox 360, Xbox One                                                                                   |
| 2014 (Cancelled) | Chroma                                   | PC                                                                                                   |
| 2015             | Rock Band 4                              | PlayStation 4, Xbox One                                                                              |
| 2015             | Beat Sports                              | Apple TV                                                                                             |
| 2015             | BeatNiks                                 | IOS, Android                                                                                         |
| 2016             | Amplitude                                | PlayStation 3, PlayStation 4                                                                         |
| 2016             | Rock Band Rivals                         | PlayStation 4, Xbox One                                                                              |
| 2016             | Harmonix Music VR                        | PlayStation VR                                                                                       |
| 2017             | Rock Band VR                             | Oculus Rift                                                                                          |
| 2017             | SingSpace                                | Gear VR, Oculus Go                                                                                   |
| 2017             | DropMix                                  | IOS, Android                                                                                         |
| 2017             | Super Beat Sports                        | Nintendo Switch                                                                                      |
| 2019             | Audica                                   | Oculus Rift, Vive, Oculus Quest, PSVR                                                                |
| 2019             | Twitch Sings                             | Windows, macOS                                                                                       |
| 2019             | Dance Central (2019)                     | Oculus Rift, Oculus Rift S, Oculus Quest                                                             |
| 2020             | Fuser                                    | Windows, PlayStation 4, Xbox One, Nintendo Switch                                                    |
| 2023             | Fortnite Festival                        | Android, Microsoft Windows, Xbox One, Xbox Series X/S, Nintendo Switch, PlayStation 4, PlayStation 5 |